# Michael Hughes (asesino en serie)
Michael Hubert Hughes (nacido alrededor de 1958) es un asesino en serie estadounidense condenado a cadena perpetua sin libertad condicional por los asesinatos de cuatro mujeres y adolescentes en California, y en un juicio posterior, sentenciado a la pena capital por los asesinatos de otras tres mujeres.

## Víctimas
Las autoridades sospechan que pudo haberse cobrado más víctimas, ya que más de cien mujeres fueron asesinadas en el sur de Los Ángeles en las décadas de 1980 y 1990 y seis asesinos en serie estuvieron en activo a la vez allí. En 2008, los detectives estaban investigando la posible participación de Hughes en otros asesinatos en todo Estados Unidos. Hughes pasó algún tiempo en Míchigan, San Diego, Long Beach y Frostburg, mientras estaba en la Armada de los Estados Unidos.
1. Yvonne Coleman, de 15 años. 22 de enero de 1986.[2]
2. Verna Patricia Williams, de 36 años. 26 de mayo de 1986.[2]
3. Deborah Jackson, alias Harriet McKinley, de 30 años. 1 de diciembre de 1987.[2]
4. Theresa Ballard, de 26 años. 23 de septiembre de 1992.[3]
5. Brenda Bradley, de 38 años. 5 de octubre de 1992. Sobrina del exalcalde de Los Ángeles, Tom Bradley.[4]
6. Terri Myles, de 33 años. 8 de noviembre de 1993.[3]
7. Jamille Harrington, alias Jamie Harrington, de 29 años. 4 de noviembre de 1993.[3]

## Vida
Michael Herbert Hugues nació en 1957 o 1958 en Míchigan. Poco después de su nacimiento su padre abandonó a la familia y cuando tenía cinco años, su madre se mudó a California con sus dos hijos. Herbert y su hermana mayor crecieron en Pasadena y luego en Los Ángeles, donde asistió al instituto. Se crio en una familia disfuncional, su madre era alcohólica y golpeaba a sus hijos. En la adolescencia, la hermana de Hugues quedó embarazada, y su madre le practicó un aborto casero en presencia de él. Tuvo que ser hospitalizado varias veces por crisis nerviosas y a los 17 años, se alistó en la Marina.
Tras su salida de la Marina, regresó a California, donde vivió principalmente en la calle. Subsistía como camello, vendiendo droga, conociendo algunos grupos de marginales donde hizo algunos amigos. Con ellos vagabundeó por Oakland, Long Beach y finalmente Los Ángeles, siendo procesado varias veces por robo, agresión física y agresión sexual.

## Primer juicio
En diciembre de 1993, Hughes, que había conseguido trabajo como guardia de seguridad, fue arrestado en Culver City. En 1998 fue condenado a cadena perpetua sin libertad condicional por la violación y asesinato por estrangulamiento de Theresa Ballard, Brenda Bradley, Terri Myles y Jamie Harrington. Todas sus víctimas eran mujeres negras, y casi todas drogadictas y prostitutas.
Ballard fue encontrada semidesnuda en el Jesse Owens Country Park, en Los Ángeles, el 23 de septiembre de 1992. Las otras víctimas fueron descubiertas abandonadas en callejones en una zona comercial de Culver City: Bradley, de 38 años, semidesnuda; Myles, de 33 años, fue encontrada desnuda el 8 de noviembre de 1993, y Harrington, de 29 años, que fue encontrada vestida el 14 de noviembre de 1993.

## Segundo juicio
El 3 de julio de 2008, Hughes fue acusado de agredir sexualmente y estrangular a dos mujeres y a dos adolescentes en el área de Los Ángeles entre 1986 y 1993, luego de que los detectives de homicidios lo vincularan con muestras de ADN halladas en las víctimas usando nuevas tecnologías forenses. El cuerpo de Deanna Wilson, de 30 años, fue descubierto en un garaje el 30 de agosto de 1990; aunque el caso fue descartado, la fiscalía lo utilizó para establecer el patrón de Hughes.
Hughes mató a Yvonne Coleman, una estudiante de 15 años, el 22 de enero de 1986, tras interceptarla mientras se dirigía al instituto. Su cuerpo fue descubierto en un parque en Inglewood, California. Las otras dos mujeres fueron asesinadas en Los Ángeles. Verna Williams, de 36 años, fue descubierta en el hueco de una escalera el 26 de mayo de 1986. Se pensó que había sido víctima del prolífico asesino en serie (no identificado en ese entonces) conocido como el Southside Slayer (posteriormente apodado el Grim Sleeper, y por último identificado como Lonnie David Franklin Jr.). Deborah Jackson, de 32 años, fue encontrada el 25 de junio de 1993.
Hughes fue declarado culpable en noviembre de 2011 y condenado a la pena capital en junio de 2012 por los asesinatos de Coleman, Williams y McKinley. La moción de Hughes para reducir su sentencia a cadena perpetua sin libertad condicional, basada en eventos perturbadores de sus primeros años, en específico el haber sido golpeado de niño y ver a su madre practicando un aborto a su hermana, fue denegada.
Hughes está a la espera de ser ejecutado en el corredor de la muerte en la Prisión Estatal de San Quintín.